# Poecilium fasciatum
Poecilium fasciatum (лат.) — вид жуков-усачей из подсемейства настоящих усачей. 

## Описание
Длина тела взрослых насекомых 5—9 мм.  На надкрыльях имеется одна светлая перевязь, форма и длина которой изменчива. Переднеспинка густо пунктирована крупными точками. У самцов усики почти достигают вершины надкрылий, а у самок незначительно заходят за их вершину. Задние бёдра булавовидно вздутые.
Личинки беловатые длиной до 9 мм. По переднему краю переднеспинки расположены четыре пятна рыжего цвета.

## Экология
В течение года развивается одно поколение. Кормовым растением личинок является виноград культурный. Личинки образуют ходы под корой. Имаго активны в мае и июне.

## Распространение
Распространён в Центральной и Южной Европе и на Кавказе.

## Синонимы
В синонимику вида входят следующие биномены:
- Cerambyx fasciatum Villers, 1789[3]basionym
- Poecilium fasciatum (Villers) Sama, 1988
- Callidium unifasciatum Olivier, 1790[3]